# نادي طرابلس (لبنان)
نادي طرابلس الرياضي هو ناد لبناني لكرة قدم، تأسس عام 2000م. كان يعرف سابقاً باسم أولمبيك بيروت وفاز بالدوري اللبناني الممتاز في عام 2003م، قبل تغيير ملكيته نظراً للاعتبارات المالية، وانتقل النادي إلى مدينة طرابلس الشمالية ليتم إعادة تسميته نادي طرابلس الرياضي.